# Persone di nome Marianna
| Questa pagina contiene informazioni ricavate automaticamente dalle voci biografiche con l'ausilio del template Bio e di un bot. L'aggiornamento è periodico e automatico e ricostruisce completamente la pagina. Se manca una persona in questa lista, sei pregato di non aggiungerla, ma accertati piuttosto che la sua voce biografica contenga il template Bio e che i dati anagrafici siano correttamente compilati. Se il template Bio manca, inseriscilo tu stesso o, in alternativa, metti l'avviso {{tmp\|Bio}} che ne segnala la mancanza. Se i dati riportati sono sbagliati, correggi direttamente la voce biografica; le modifiche saranno visibili in questa lista entro pochi giorni. Per chiarimenti vedi il progetto antroponimi. La lista contiene solo le 66 persone che sono citate nell'enciclopedia e per le quali è stato implementato correttamente il template Bio. Pagina aggiornata al 23 mag 2025. |

Questa è una lista di persone presenti nell'enciclopedia che hanno il nome Marianna, suddivise per attività principale.

## Artiste(1)
- Marianna Elmo, artista italiana (Lecce, n. 1730)

## Attiviste(1)
- Marianna Rombolà, attivista italiana (Gioia Tauro, n. 1944)

## Attrici(7)
- Marianna De Micheli, attrice e scrittrice italiana (Milano, n. 1974)
- Marianna De Rossi, attrice italiana (Roma, n. 1985)
- Marianna Di Martino, attrice e modella italiana (Catania, n. 1989)
- Marianna Fontana, attrice italiana (Maddaloni, n. 1997)
- Marianna Hill, attrice statunitense (Santa Barbara, n. 1942)
- Marianna Morandi, attrice italiana (Roma, n. 1969)
- Marianna Palka, attrice, regista e sceneggiatrice britannica (Glasgow, n. 1981)

## Attrici teatrali(1)
- Marianna Moro Lin, attrice teatrale italiana (Alba, n. 1840 - Venezia, † 1879)

## Beate(1)
- Marianna Biernacka, beata polacca (Lipsk, n. 1888 - Naumovichi, † 1943)

## Calciatrici(1)
- Marianna Marini, ex calciatrice e allenatrice di calcio italiana (Milano, n. 1981)

## Canottiere(1)
- Marianna Barelli, ex canottiera italiana (Como, n. 1976)

## Cantanti(1)
- Marianna Martines, cantante, pianista e compositrice austriaca (Vienna, n. 1744 - Vienna, † 1812)

## Cantanti liriche(1)
- Marianna Brighenti, cantante lirica italiana (Massa Finalese, n. 1808 - Modena, † 1883)

## Cantautrici(1)
- Marianna Cataldi, cantautrice e compositrice italiana (Taranto, n. 1971)

## Cestiste(4)
- Marianna Balleggi, ex cestista italiana (Firenze, n. 1974)
- Marianna Del Mestre, ex cestista italiana (n. 1940)
- Marianna Gajdán, ex cestista ungherese (Kalocsa, n. 1958)
- Marianna Tolo, cestista australiana (Canberra, n. 1989)

## Collezioniste d'arte(1)
- Marianna Tirelli, collezionista d'arte e scrittrice italiana (Reggio nell'Emilia, n. 1891 - Reggio nell'Emilia, † 1970)

## Compositrici(1)
- Marianna Bottini, compositrice italiana (Lucca, n. 1802 - Lucca, † 1858)

## Educatrici(1)
- Marianna Scalfaro, educatrice italiana (Novara, n. 1944)

## Filantrope(1)
- Marianna Vardinoyannis, filantropa e socialite greca (Atene, n. 1937 - Atene, † 2023)

## Filosofe(1)
- Marianna Bacinetti, filosofa italiana (Ravenna, n. 1802 - Firenze, † 1870)

## Fondiste(1)
- Marianna Longa, ex fondista italiana (Tirano, n. 1979)

## Ginnaste(1)
- Marianna Krajčírová, ex ginnasta slovacca (Košice, n. 1948)

## Giornaliste(1)
- Marianna Aprile, giornalista e opinionista italiana (Bari, n. 1976)

## Insegnanti(1)
- Maria Maltoni, insegnante italiana (Dovadola, n. 1890 - Fiesole, † 1964)

## Lottatrici(1)
- Marianna Sastin, lottatrice ungherese (Mosonmagyaróvár, n. 1983)

## Magistrate(1)
- Marianna Li Calzi, ex magistrata e ex politica italiana (Campobello di Licata, n. 1949)

## Medici(1)
- Marianna Ricciardi, medico e politica italiana (Napoli, n. 1994)

## Nobildonne(1)
- Marianna Pignatelli, contessa di Althann, nobildonna spagnola (Alcúdia, n. 1689 - Vienna, † 1755)

## Nobili(1)
- Marianna Hercolani di Marsciano, nobile italiana (Bologna, n. 1707 - Modena, † 1788)

## Nuotatrici(1)
- Marianna Lymperta, ex nuotatrice greca (n. 1979)

## Ornitologhe(1)
- Marianna Paulucci, ornitologa e botanica italiana (Firenze, n. 1835 - Reggello, † 1919)

## Pallavoliste(3)
- Marianna Maggipinto, pallavolista italiana (Napoli, n. 1996)
- Marianna Masoni, pallavolista italiana (Castellaneta, n. 1986)
- Marianna Vujko, pallavolista italiana (Castelnuovo di Garfagnana, n. 1992)

## Patriote(1)
- Marianna De Crescenzo, patriota italiana (Napoli, n. 1817 - Napoli, † 1869)

## Pattinatrici artistiche su ghiaccio(1)
- Marianna Nagy, pattinatrice artistica su ghiaccio ungherese (n. 1929 - † 2011)

## Pittrici(2)
- Marianna Candidi Dionigi, pittrice, scrittrice e archeologa italiana (Roma, n. 1756 - Civita Lavinia, † 1826)
- Marianna Carlevarijs, pittrice italiana (Venezia, n. 1703 - Venezia, † 1750)

## Poetesse(1)
- Marianna Giarrè Billi, poetessa italiana (Firenze, n. 1835 - Firenze, † 1906)

## Politiche(4)
- Marianna Davis, politica, ex paraciclista e ex sciatrice alpina statunitense (Sun Valley, n. 1972)
- Marianna Hofer, politica e ex calciatrice italiana (Pieve di Cadore, n. 1981)
- Marianna Iorio, politica italiana (Maddaloni, n. 1985)
- Marianna Madia, politica italiana (Roma, n. 1980)

## Principesse(1)
- Marianna di Orange-Nassau, principessa olandese (Berlino, n. 1810 - Reinhartshausen, † 1883)

## Rapper(2)
- Rapsody, rapper statunitense (Snow Hill, n. 1983)
- BigMama, rapper e cantautrice italiana (San Michele di Serino, n. 2000)

## Registe(1)
- Marianna Sciveres, regista, sceneggiatrice e scenografa italiana (Milano, n. 1963)

## Religiose(5)
- Marianna Amico Roxas, religiosa italiana (San Cataldo, n. 1883 - San Cataldo, † 1947)
- Marianna Cope, religiosa statunitense (Heppenheim, n. 1838 - Molokai, † 1918)
- Maria degli Angeli Fontanella, religiosa italiana (Torino, n. 1661 - Torino, † 1717)
- Monaca di Monza, religiosa italiana (Milano, n. 1575 - Milano, † 1650)
- Marianna Saltini, religiosa italiana (Fossoli di Carpi, n. 1889 - Carpi, † 1957)

## Schermitrici(1)
- Marianna Tricarico, ex schermitrice italiana (Foggia, n. 1983)

## Sciatrici alpine(1)
- Marianna Salchinger, ex sciatrice alpina austriaca (n. 1974)

## Soprani(4)
- Marianna Barbieri-Nini, soprano italiano (Firenze, n. 1818 - Firenze, † 1887)
- Marianna Bondini Barilli, soprano italiano (Dresda, n. 1780 - † 1813)
- Marianna Bulgarelli, soprano italiano (Roma, n. 1684 - Roma, † 1734)
- Marianna Monti, soprano italiano (Napoli, n. 1730 - Napoli, † 1814)

## Tenniste(1)
- Marianna Brummer, ex tennista sudafricana (n. 1949)

## Tiratrici a segno(1)
- Marianna Pepe, tiratrice a segno italiana (Trieste, n. 1979 - Muggia, † 2018)

## Senza attività specificata(1)
- Marianna Vittoria di Borbone-Spagna, spagnola (Madrid, n. 1718 - Lisbona, † 1781)